# Psenuc
Psenuc Prószynski, 2016 è un genere di ragni appartenente alla famiglia Salticidae.

## Distribuzione
Le 11 specie sono state reperite in Asia orientale, sudorientale e Oceania; la sola P. dependens è stata reperita in Sudafrica .

## Tassonomia
Per la descrizione delle caratteristiche di questo genere sono stati esaminati gli esemplari tipo di Pseudicius vesporum (Prószynski, 1992).
Non sono stati esaminati esemplari di questo genere dal 2020.
Attualmente, a febbraio 2022, si compone di 11 specie:
- Psenuc courti (Zabka, 1993) — Nuova Guinea
- Psenuc dependens (Haddad & Wesołowska, 2011) — Sudafrica
- Psenuc gyirongensis (Hu, 2001) — Cina
- Psenuc hongkong (Song, Xie, Zhu & Wu, 1997) — Cina (Hong Kong)
- Psenuc manillaensis (Prószynski, 1992) — Filippine
- Psenuc milledgei (Zabka & Gray, 2002) — Australia (Australia occidentale)
- Psenuc nuclearis (Prószynski, 1992) — isole Marshall, isole Caroline
- Psenuc originalis (Zabka, 1985) — Vietnam
- Psenuc solitarius (Haddad & Wesołowska, 2011) — Filippine
- Psenuc solomonensis (Prószynski, 1992) — isole Salomone
- Psenuc vesporum (Prószynski, 1992)[2] — Filippine